# Oscar Neebe
Oscar William Neebe (12 de julio de 1850 - 22 de abril de 1916) fue un anarquista, activista laboral y uno de los acusados en el juicio del atentado con bomba en Haymarket, y uno de los ocho activistas recordados el 1 de mayo, Día Internacional de los Trabajadores

## Comienzos
Nació el 12 de julio de 1850 en la ciudad de Nueva York de inmigrantes alemanes de orígenes hugonotes franceses. Tenía dos hermanos, Conrad Neebe, que se mudó a Boston y Louis Neebe, que se mudó a Chicago. La familia volvió a Hesse para que los niños pudieran ser educados en Alemania. Regresaron a los Estados Unidos en 1864. Neebe trabajó durante un tiempo fabricando láminas de oro y láminas de plata en Brooklyn, pero renunció debido a su salud.
En 1866 se mudó a Chicago, donde lo pasó mal hasta que finalmente fue contratado como mesero en un salón. El salón era frecuentado por trabajadores de la cercana fábrica de segadores McCormick, y fue aquí donde se enteró de la difícil situación de los trabajadores y cómo eran explotados. También se enteró del movimiento de la jornada laboral de 8 horas. En 1868, comenzó a trabajar como cocinero en los barcos que transportaban mineral de hierro a través de los Grandes Lagos. Sin embargo, pronto renunció y regresó a la ciudad de Nueva York.
Allí se convirtió en aprendiz de hojalatero y luego trabajó haciendo latas de leche y aceiteras. Vivía en una vivienda de vecindad. En 1871, escuchó su primer discurso político de un miembro del partido comunista.
En 1873, Neebe se mudó a Filadelfia, donde se casó con Anna M. Monsees. Tuvieron tres hijos. En 1877, Oscar se mudó con su familia a Chicago. Trabajó en una planta manufacturera, pero fue despedido por atreverse a defender a sus compañeros de trabajo. El mismo año se unió al partido comunista. Neebe estuvo mayormente desempleado durante los siguientes dos años. En 1881, él y su hermano Louis abrieron un negocio de levadura.
Fue en sus visitas a panaderías y cervecerías que Neebe se interesó en el movimiento obrero. También se convirtió en el gerente de la oficina de Arbeiter-Zeitung, un periódico de derechos de los trabajadores en idioma alemán editado por August Spies y Michael Schwab.

## Revuelta de Haymarket y juicio
Neebe no estuvo presente en Haymarket Square el día de la reunión y el posterior bombazo, y afirmó que ni siquiera sabía que había sucedido hasta que se lo informaron al día siguiente. Cuando se enteró de que Spies y Schwab habían sido arrestados en relación con el atentado, asumió la dirección del Arbeiter-Zeitung. Él mismo fue arrestado solo unos días después debido a su asociación con los acusados y el Arbeiter-Zeitung.
En el juicio, las pruebas contra Neebe fueron particularmente débiles, como admitió incluso el fiscal del estado. Las pruebas presentadas en su contra se basaron en sus opiniones políticas y que había asistido a reuniones socialistas, estaba asociado con Arbeiter-Zeitung y que en su casa se encontraron una escopeta, una pistola y una bandera roja. Un testigo afirmó que lo habían visto distribuyendo la famosa circular "Venganza". Neebe insistió en que solo le había entregado uno que encontró y ni siquiera lo había leído.
A pesar de esto, Neebe fue sentenciado a 15 años de prisión. En su último discurso ante el tribunal, declaró: «No hay pruebas que demuestren que estuve relacionado con el lanzamiento de la bomba, o que estuve cerca, o algo por el estilo. Así que, su señoría, lo siento –es decir, si puede detenerlo o evitarlo– le pediré que lo haga, es decir, que me cuelgue a mí también; porque creo que es más honorable morir repentinamente que morir poco a poco. Tengo familia y niños; y si saben que su padre ha muerto, lo enterrarán. Pueden ir a la tumba y arrodillarse a un lado de ella; pero no pueden ir a la penitenciaría y ver a su padre, que fue condenado por un crimen con el que no ha tenido nada que ver. Eso es todo lo que tengo que decir. Su señoría, lamento no ser ahorcado con el resto de los hombres».
Mientras cumplía su condena, su esposa Meta murió en 1887. Le prometieron que podría asistir a su funeral, pero en cambio se le permitió ver sus restos en privado en su casa. El 26 de junio de 1893, el gobernador de Illinois, John Peter Altgeld, perdonó a Neebe y a dos de sus coacusados, al concluir que eran inocentes.

## Últimos años
Neebe se volvió a casar el año en que fue puesto en libertad. Tuvo tres hijos más con su nueva esposa Regina Hepp. Neebe, que había estado involucrado (y luego expulsado) del Partido Laborista Socialista y activo en el movimiento sindical antes del asunto Haymarket, se unió a la Industrial Workers of the World poco después de su fundación en 1905. Fue incluido como uno de los sus principales oradores en Chicago para el Día del Trabajo de 1906 y asistieron a la Convención de 1907 del sindicato. Pasó sus últimos años tranquilamente como tabernero y murió en Chicago el 22 de abril de 1916 a la edad de 65 años.
Neebe fue enterrado en el Monumento a los Mártires de Haymarket en el cementerio alemán de Waldheim en Forest Park, Illinois.